# Ascension (cançó)
«Ascension» és una cançó de la banda virtual de rock alternatiu Gorillaz, amb la col·laboració de l'artista Vince Staples. Fou llançada el 23 de març de 2017 com a tercer senzill del cinquè àlbum de la banda, Humanz, però amb altres tres cançons més del disc.
Es va estrenar en l'emissora Beats 1 d'Apple Music, i tracta els temes de desigualtat i el racisme.

## Llista de cançons
| 1.            | «Ascension»   | 2:36 |
| Durada total: | Durada total: | 2:36 |

## Crèdits
- Damon Albarn – cantant, sintetitzador, teclats, bateria, programació
- The Twilite Tone – sintetitzador, bateria, veus addicionals
- Remi Kabaka Jr. – programació bateria
- Stephen Sedgwick – enginyeria enregistrament, enginyeria mescles
- John Davis – enginyeria masterització
- Michael Law Thomas – enginyeria addicional
- Vince Staples – cantant
- Casey Cuyao – assistència
- Samuel Egglenton – assistència
- KT Pipal – assistència
- The Humanz (Rasul A-Salaam, Starr Busby, Melanie J-B Charles, Drea D'Nur, Giovanni James, Marcus Anthony Johnson, Janelle Kroll, Brandon Markell Holmes, Imani Vonshà) – veus addicionals